# Ragnar Trägårdh
Ragnar Otto Elias Trägårdh, född 27 oktober 1881 i Ljungby socken, Södra Möre, Kalmar län, död 20 december 1945 i Ängelholm, var en svensk bankman. 
Trägårdh blev student vid Lunds universitet 1900, filosofie kandidat där 1903 och avlade hovrättsexamen vid Uppsala universitet 1908. Han var advokat i Stockholm 1910–1911, i Malmö 1911–1917, sekreterare hos Skånes handelskammare 1914–1917, vice ordförande där 1924–1925, ordförande i dess arbetsutskott 1919–1925, verkställande direktör vid AB Industribankens kontor i Malmö 1917–1919, i Nordiska Handelsbanken och ledamot av dess centralstyrelse 1919–1925, ledamot av Malmö handels- och sjöfartsnämnd 1917–1925 och av stadsfullmäktige 1924–1925. Han blev verkställande direktör i AB Göteborgs handelsbank i Göteborg 1925. Trägårdh är begravd på Ljungby kyrkogård.